# Bücherverbrennungen
(Heinrich Heine)
I cosiddetti Bücherverbrennungen (in italiano "roghi di libri") sono stati dei roghi organizzati nel 1933 dalle autorità della Germania nazista, durante i quali vennero bruciati tutti i libri percepiti come contrapposti all'ideologia del Terzo Reich.
I roghi «furono una trovata propagandistica escogitata da un'organizzazione studentesca nazista», la Deutsche Studentenschaft (Associazione degli studenti tedeschi), e furono concepiti per rimuovere dal Reich «la corruzione giudaica della letteratura tedesca». Il più grande rogo avvenne il 10 maggio 1933 nell'Opernplatz berlinese; in questo giorno, infatti, si organizzò un grande falò dove vennero gettati i libri considerati dai nazisti "contrari allo spirito tedesco". Nello stesso giorno il gerarca nazista Joseph Goebbels vi tenne perfino un discorso, dove affermava che i roghi erano un ottimo modo «per eliminare con le fiamme lo spirito maligno del passato».

## Storia

### La campagna a favore delleBücherverbrennungen
(Jonathan Rose, storico e preside alla Drew University, in il libro nella Shoah)
Il 6 aprile 1933, il principale ufficio della Stampa e della Propaganda dell'Associazione studentesca della Germania proclamò una «azione contro lo spirito non tedesco» a livello nazionale, durante la quale si doveva effettuare una «pulizia» (in tedesco Säuberung) della cultura tedesca usando il fuoco. Le sedi locali così rilasciarono dei comunicati e degli articoli che raffiguravano delle autorità naziste che parlavano al pubblico. Questa propaganda fu diffusa anche via radio.
L'8 aprile l'associazione studentesca elaborò un trattato, le 12 tesi, in cui affermò il bisogno di una propria cultura e nazione non "infettate" da altre popolazioni; nelle 12 tesi, inoltre, si evocavano di proposito le 95 tesi di Lutero e il precedente rogo dei libri "non tedeschi" (il Wartburgfest) avvenuto nell'omonima città nel 1817 come reazione alle influenze culturali del periodo napoleonico.
Un altro eclatante atto si svolse il 10 maggio 1933, quando gli studenti bruciarono più 25.000 volumi di libri "non tedeschi", dando de facto l'inizio alla censura di Stato. Quella notte, nella maggior parte delle città universitarie, gli studenti nazionalsocialisti marciarono in fiaccolate contro lo spirito "non tedesco": professori, rettori e studenti furono radunati alla presenza delle autorità naziste in punti d'incontro dove poterono assistere al rogo dei libri non desiderati, gettati dentro i falò, in un'atmosfera di gioia dove erano presenti perfino delle orchestre.
Nella città di Berlino circa 40.000 persone si riunirono nell'Opernplatz per ascoltare un discorso di Joseph Goebbels:
L'era dell'intellettualismo ebraico è giunta ormai a una fine. La svolta della rivoluzione tedesca ha aperto una nuova strada. […] L'uomo tedesco del futuro non sarà più un uomo fatto di libri, ma un uomo fatto di carattere. È a questo scopo che noi vi vogliamo educare. Come una persona giovane, la quale possiede già il coraggio di affrontare il bagliore spietato, per superare la paura della morte, e per guadagnare il rispetto della morte - questo sarà il compito della nostra nuova generazione.
E quindi, a mezzanotte, giungerà l'ora di impegnarsi per eliminare con le fiamme lo spirito maligno del passato. Si tratta di un atto forte e simbolico - un atto che dovrebbe informare il mondo intero sulle nostre intenzioni. Qui il fondamento intellettuale della repubblica sta decadendo, ma da queste macerie la fenice avrà una nuova trionfale ascesa.»
(Joseph Goebbels)

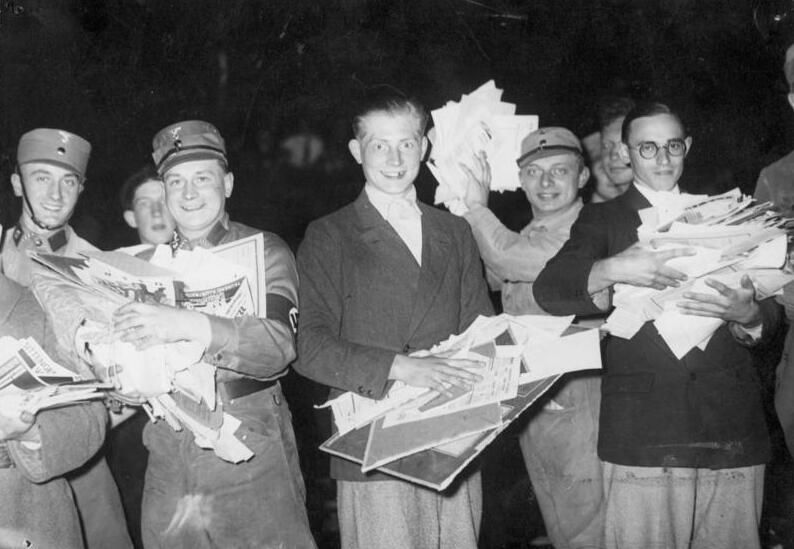
Queste persone si stanno preparando per gettare nel falò i libri che tengono in mano.

Non tutti i roghi si svolsero durante la notte del 10 maggio, come pianificato dall'Associazione, sia perché alcuni furono rinviati di pochi giorni a causa della pioggia, sia perché altri, in base alle preferenze della autorità locali, si svolsero simbolicamente il 21 giugno, durante il solstizio d'estate.
Il rogo dei libri nel maggio 1933 aveva colpito anche i Testimoni di Geova. La storica dell'United States Holocaust Memorial Museum, Sybil Milton, osserva che a Magdeburgo, sede tedesca dei Testimoni, «dal 21 al 24 agosto 1933, furono bruciati al rogo 65 tonnellate di Bibbie e altri libri dei Testimoni. La Bibbia dei Testimoni era vietata, ma la Bibbia come tale non lo era. Fin dall'aprile del 1933 le riviste e altri scritti dei testimoni di Geova erano proibite e i responsabili della polizia, delle poste e della dogana li confiscavano, considerandoli "materiale dannoso"».
Durante i roghi vennero bruciati anche libri scritti da famosi scrittori socialisti, come Bertolt Brecht e August Bebel, i libri del fondatore del Comunismo Karl Marx, i libri degli scrittori austriaci «borghesi» come Arthur Schnitzler, i libri di «influenze straniere corrotte», come quelli di Ernest Hemingway, Jack London, Helen Keller o Herbert George Wells, e i libri di noti autori ebrei come Franz Werfel, Max Brod e Stefan Zweig o anche solo di origine ebrea come Marcel Proust.

### Memoriali
Il ricordo dei Bücherverbrennungen viene oggi mantenuto vivo attraverso la presenza di vari memoriali. Il più noto, situato nella Bebelplatz berlinese, è costituito da una lastra di cristallo sotto la quale si apre una biblioteca di 50 m² con gli scaffali completamente vuoti. Vicino al memoriale, realizzato dall'israelita Micha Ullman nel 2008, è inoltre possibile trovare due versi della tragedia Almansor di Heinrich Heine.
Un'altra opera commemorante i Bücherverbrennungen è stata realizzata nel 2001 e si trova sul pavimento della piazza davanti al municipio di Francoforte sul Meno: una targa dorata tonda realizzata da Willi Schmidt sulla quale sono visibili dei libri dati alle fiamme. Altri monumenti posti in memoria dei roghi sono situati a Monaco di Baviera, Gottinga, Salisburgo e Vienna.

## Le vittime delleBücherverbrennungen
Questa sorta di censura si basava su un elenco di motivazioni per le quali venivano bruciati i libri. Un elenco venne pubblicato dal Völkischer Beobachter l'8 maggio 1933; secondo quest'ultimo, era necessario respingere gli scritti:
- Dei teorici del marxismo.
- Di tutti coloro che esaltavano la Repubblica di Weimar.
- Di tutti coloro che criticavano i fondamenti del nazionalsocialismo.
- Degli autori pacifisti, in particolar modo degli scrittori che condannavano la prima guerra mondiale o che si mostravano scettici nei confronti del valore militare tedesco.
- Di autori che erano espressione dell'espansione della società urbana.

A queste categorie, in cui rientravano le opere di molti scrittori, si aggiungevano poi i letterati di sinistra che criticavano la società borghese (come Heinrich Mann), i pittori comunisti (George Grosz), gli autori di satira, i giornalisti oppositori del regime nazista. Vennero dati alle fiamme perfino gli scritti di scienziati anti-nazisti, fra i quali rientrano quelli del fisico Albert Einstein.
Di seguito è disponibile una lista parziale di autori le cui opere vennero date alla fiamme.
- Isaak Babel
- Henri Barbusse
- Eduard Bernstein
- Walter Benjamin
- Ernst Bloch
- Bertolt Brecht
- Max Brod
- Nikolaj Bukharin
- Charles Darwin
- Otto Dix
- Alfred Döblin
- Albert Einstein
- Ilja Ehrenburg
- Friedrich Engels
- Hanns Heinz Ewers
- Lion Feuchtwanger
- Marieluise Fleißer
- Friedrich Foerster
- Leonhard Frank
- Sigmund Freud
- André Gide
- Ernst Gläser
- Yvan Goll
- Maksim Gor'kij
- George Grosz
- Ernst Haffner
- Jaroslav Hašek
- Werner Hegemann
- Heinrich Heine
- Ernest Hemingway
- Hermann Hesse
- Ödön von Horváth
- Heinrich Eduard Jacob
- Franz Kafka
- Georg Kaiser
- Karl Kautsky
- Erich Kästner
- Helen Keller
- Alfred Kerr
- Egon Kisch
- Alexandra Kollontai
- Karl Kraus
- Vladimir Lenin
- Alexander Lernet-Holenia
- Theodor Lessing
- Karl Liebknecht
- Jack London
- György Lukács
- Rosa Luxemburg
- Vladimir Majakovskij
- Heinrich Mann
- Klaus Mann
- Thomas Mann
- Ludwig Marcuse
- Karl Marx
- Robert Musil
- Ernst Erich Noth
- Carl von Ossietzky
- John Dos Passos
- Erwin Piscator
- Alfred Polgar
- Marcel Proust
- Eugen Relgis
- Erich Maria Remarque
- Ludwig Renn
- Walther Rathenau
- Joachim Ringelnatz
- Romain Rolland
- Joseph Roth
- Nelly Sachs
- Felix Salten
- Arthur Schnitzler
- Anna Seghers
- Upton Sinclair
- Carl Sternheim
- Bertha von Suttner
- Ernst Toller
- Lev Trockij
- Kurt Tucholsky
- Jakob Wassermann
- Grete Weiskopf
- Herbert George Wells
- Franz Werfel
- Clara Zetkin
- Émile Zola
- Arnold Zweig
- Stefan Zweig

## Luoghi dove sono avvenuti i roghi principali
- Berlino, 10 maggio 1933
- Braunschweig, 9 marzo 1933
- Coburgo, 7 maggio 1933
- Dresda, 8 marzo e 7 maggio 1933
- Düsseldorf, 11 aprile 1933
- Heidelberg, 12 marzo 1933
- Kaiserslautern, 26 marzo 1933
- Lipsia, 1º aprile 1933
- Monaco di Baviera, 6 maggio 1933
- Münster, 31 marzo 1933
- Rosenheim, 7 maggio 1933
- Schleswig, 23 aprile 1933
- Würzburg, 10 marzo 1933
- Wuppertal, 1º aprile 1933
- Magdeburgo, 21 - 24 agosto 1933